# Jiangbing Nongchang (bondby i Kina, Heilongjiang Sheng, lat 47,62, long 131,46)
Jiangbing Nongchang (kinesiska: 江滨农场) är en bondby i Kina. Den ligger i provinsen Heilongjiang, i den nordöstra delen av landet, omkring 420 kilometer nordost om provinshuvudstaden Harbin. Antalet invånare är 13 882. Befolkningen består av 6 893 kvinnor och 6 989 män. Barn under 15 år utgör 9,0 %, vuxna 15-64 år 75 %, och äldre över 65 år 14,0 %.
Runt Jiangbing Nongchang är det ganska tätbefolkat, med 70 invånare per kvadratkilometer. Det finns inga andra samhällen i närheten. Trakten runt Jiangbing Nongchang består till största delen av jordbruksmark.
Genomsnittlig årsnederbörd är 823 millimeter. Den regnigaste månaden är juli, med i genomsnitt 188 mm nederbörd, och den torraste är januari, med 7 mm nederbörd.